# سیلور ایرویز
سیلور ایرویز (به انگلیسی: Silver Airways) یک شرکت هواپیمایی با کد یاتا 3M است که در تاریخ ۲۰۱۰ میلادی تأسیس شده‌است. دفتر مرکزی سیلور ایرویز در فورت لادردیل، فلوریدا، ایالات متحده آمریکا واقع شده‌است و قطب این شرکت هواپیمایی در فرودگاه بین‌المللی فورت لادرداله – هالی‌وود قرار دارد و به ۲۸ مقصد، پرواز مستقیم انجام می‌دهد.

## داخلی
فلوریدا
- فورت لادردیل، فلوریدا (فرودگاه بین‌المللی فورت لادرداله – هالی‌وود) قطب
- فورت مایرز، فلوریدا (فرودگاه بین‌المللی ساوثوست فلوریدا)
- جکسون‌ویل (فرودگاه بین‌المللی جکسنویل)
- کی وست، فلوریدا (فرودگاه بین‌المللی کی وست)
- اورلندو، فلوریدا (فرودگاه بین‌المللی اورلاندو (فلوریدا)) قطب
- پاناما سیتی، فلوریدا (فرودگاه بین‌المللی نورث‌وست (فلوریدا)) (پایان‌یافته در ۱۵ اوت ۲۰۱۶)[۱][۲]
- پنساکولا، فلوریدا (فرودگاه بین‌المللی پنساکولا)
- تالاهاسی (فرودگاه محلی تالاهاسی)
- تمپا، فلوریدا (فرودگاه بین‌المللی تمپا) قطب
- پالم بیچ، فلوریدا (فرودگاه بین‌المللی پالم بیچ)

پنسیلوانیا
- شهرستان جفرسون، پنسیلوانیا (فرودگاه منطقه‌ای دوبوا)
- جانزتاون، پنسیلوانیا (فرودگاه جان مرتا شهرستان جانزتاون-کامبریا)

ویرجینیا
- واشینگتن، دی.سی. (فرودگاه بین‌المللی دالس واشینگتن) قطب
- Shenandoah Valley (فرودگاه منطقه‌ای شننده ولی)

ویرجینیای غربی
- لویسبورگ، ویرجینیای غربی (فرودگاه گرینبرایر ولی)
- کلارکسبرگ، ویرجینیای غربی (فرودگاه نورث سنترال در ویرجینیای غربی)
- مرگنتاون، ویرجینیای غربی (فرودگاه شهری مرگان‌تاون)

## بین‌المللی
باهاما
- بیمینی، باهاما (فرودگاه سوت بیمینی)
- فری پورت (فرودگاه بین‌المللی گرند باهاما)
- جرج‌تاون، باهاما (فرودگاه بین‌المللی اکسوما)
- Governor's Harbour (فرودگاه گورنرس هاربر)
- مارش هاربور (فرودگاه مارش هاربر)
- ناسائو (فرودگاه بین‌المللی لیندن پیندلینگ)
- الوترا شمالی (فرودگاه نورث الوثرا)
- Treasure Cay, جزایر آباکو (فرودگاه ترژر کی)